# Procyń (przystanek kolejowy)
Procyń – dawna stacja kolejowa w Procyniu, w województwie kujawsko-pomorskim, w Polsce.